# チューレ空軍基地米軍機墜落事故
チューレ空軍基地米軍機墜落事故（チューレくうぐんきちべいぐんきついらくじこ）は、1968年1月21日に、アメリカ空軍のB-52爆撃機が起こした事故である。チューレ事故あるいはチューレ事件ともいう。

## 概要
1968年1月21日、クロームドーム作戦に基づき4発の水爆を搭載してアラート任務に就いていたアメリカ空軍戦略航空軍団所属のB-52G　ストラトフォートレス戦略爆撃機は、バフィン湾上空を飛行中に機内で火災が発生し、クルーは緊急着陸する間もなく脱出を余儀なくされた。6名のクルーは無事に脱出したが、射出座席のなかった1名はパラシュートで脱出しようとしている最中に死亡した。無人となった機体はグリーンランド（デンマークの自治領）のチューレ空軍基地付近、ノーススター湾の海氷上に墜落、搭載していた水爆は核爆発こそ起こさなかったが、起爆用の爆薬が墜落時の衝撃で爆発したことで核弾頭が破裂・飛散し、大規模な放射能汚染を引き起こした。
アメリカとデンマークは徹底的な除去および回収作業を実施したが、核爆弾1発のセカンダリ（第2段階）部分については作業終了後も不詳のままとなった。この事故以降、クロームドーム作戦はその安全性と政治的リスクが浮き彫りになり、直ちに中止された。また安全手順の見直しが行われ、取扱いにおいてより安定した核爆弾の開発が行われた。
1995年、デンマークにおいて、政府が1957年の非核化方針に反し、グリーンランドへの核兵器の持ち込みを黙認していたという報告書が公開されると、政治スキャンダルとなった。この事件の後数年間、除去作業に関与した作業員は、被曝による疾病に対する賠償請求運動を行った。2009年3月、タイム誌はこの事故を史上最悪の核惨事の一つと評した。

## チューレ監視任務

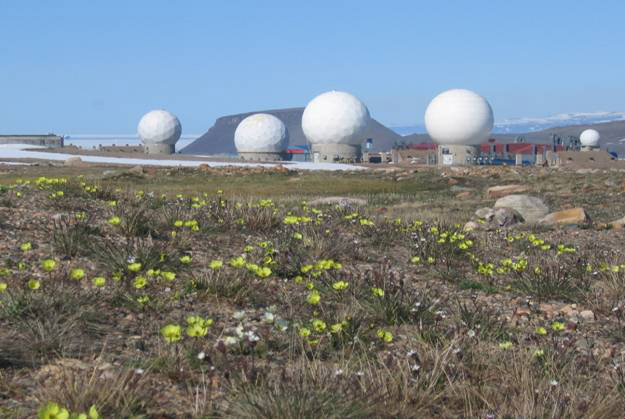
チューレのBMEWSレドーム

1960年、アメリカ空軍戦略航空軍団（SAC）は、核戦争時の迅速な先制攻撃や報復攻撃のための能力を確保するため、平時に核武装したB-52爆撃機をソ連国境沿いに飛行させる空中待機プログラム「クロームドーム作戦（Operation Chrome Dome）」を開始した。この作戦は常時12機以上の爆撃機を滞空させておくというものだった。これら爆撃機がソ連からの先制攻撃時のSACの攻撃力となり、重要な核抑止力になっていた。
1961年初頭、B-52は、チューレ空軍基地のソ連のミサイル発射に対応する戦略的に重要な弾道ミサイル早期警戒システム（BMEWS）を目視で監視するため、極秘の「ハードヘッド」任務（または「チューレ監視任務」）で基地上空も飛行していた。空中から監視することで、もし基地と北アメリカ航空宇宙防衛司令部（NORAD）との通信が途絶した場合に、爆撃機のクルーが途絶の原因が敵の攻撃か技術的トラブルかを判断することができた。監視任務は、任命された機体が中間地点であるバフィン湾の北緯75度0分 西経67度30分 / 北緯75.000度 西経67.500度に達した時点で開始され、基地上空35,000フィート (11,000 m)で、8の字飛行で上空待機することとされていた。
1966年、国防長官のロバート・マクナマラは、BMEWSシステムが完全に稼働し、ミサイルの配備によって爆撃機の重要度が減少しており、また1億2千3百万ドル（2009年時点での8億2千8百万ドルに相当）かかる経費を削減できることから、「クロームドーム」の中止を提案したが、SACや統合参謀本部はこれに反対し、4機の爆撃機の小部隊が毎日警戒に当たることで妥協した。計画は縮小され、1966年のスペインでのB-52墜落によりその危険性が浮き彫りになったにもかかわらず、SACは1機をチューレ空軍基地の監視に割り当て続けた。軍以外の当局は具体的な作戦内容について「知る必要性 (Need to know)」がないとして、SACはこの割り当てについて知らせていなかった 。

## ブロークン・アロー
1968年1月21日、ニューヨーク州プラッツバーグ空軍基地、第380戦略爆撃航空団のB-52G（コールサイン“HOBO 28”、機体記号58-0188）は、チューレ空軍基地およびバフィン湾上空での「ハードヘッド」任務を割り当てられた。同機には機長のジョン・ハウグ大尉を含む5名の正規搭乗員に加え、航法士の交代要員カーティス・クリス大尉、および追加の操縦士としてアルフレッド・ディマリオ少佐が搭乗した。
離陸前、ディマリオは、下層デッキの後部区画にある教官航法士席下の暖気口の上に3個の布カバーのフォームクッションを置いた。離陸後すぐ、座席の下にもう一つクッションを足した。飛行は何事もなく、予定されていたKC-135からの空中給油の際にB-52G側の自動操縦の不具合により手動で操縦した程度だった。給油から約1時間後、指定空域を旋回中、ハウグ大尉は副操縦士のレナード・スヴィテンコ大尉に休憩に入るよう指示した。スヴィテンコの席には交替要員のディマリオがついた。ヒーターの温度を上げていても機内は寒かったので、ディマリオはエンジンの抽気弁を開けて集合排気管の熱をヒーターに足そうとした。この時ヒーターに故障があり、結果的に集合排気管から乗員室の暖気口までの間で温度が殆ど下がらない状態となった。続く30分のうちに機内は不快なほど暑くなり、詰め込んでいたクッションが発火した。乗員の一人がゴムの焼ける匂いがすると報告したので一同で火元を探した。航法士は下層区画を2回探して回り、金属製の箱に隠れた後ろが燃えているのを見つけた。そこで火を消そうと消火器を2本使ったが消し止められなかった。

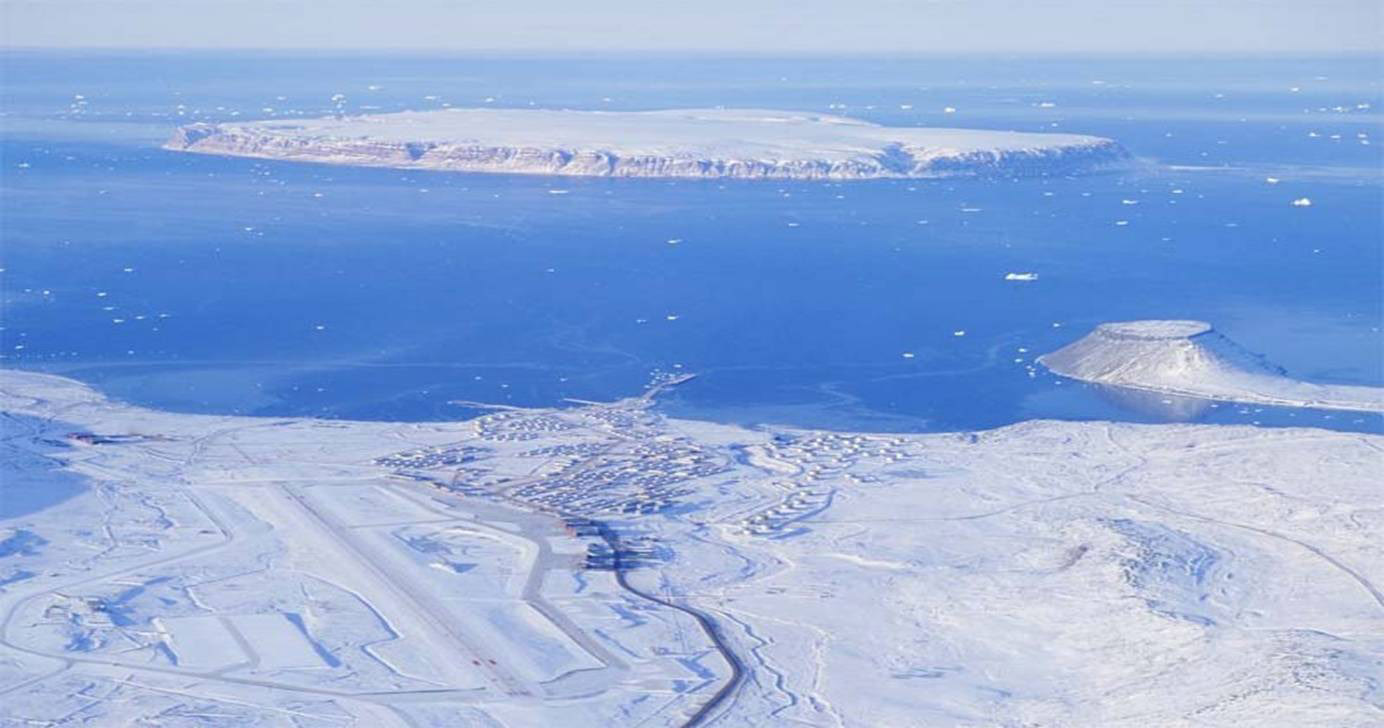
ノーススター湾沿いにあるチューレ空軍基地。事故当時海面は海氷で被われていた

15時22分（EST）、離陸して約6時間後、チューレ基地南方90マイル (140 km)にてハウグは緊急事態を宣言した。彼はチューレの航空管制に機内で火災が発生したと伝え、同空港への緊急着陸の許可を要請した。それから5分も経たずに機内の消火器を使い尽くしてしまい、電力は落ち、操縦室に煙が充満して計器を読むことさえできなくなった。状況の悪化により機長は着陸は不可能と判断し、脱出準備を指示した。彼らは機体が陸地上空に達するのを待ち、チューレ基地の明かりの直上に来た、というディマリオの合図で4名が射出座席で脱出、続いてハウグとディマリオも脱出した。副操縦士のスヴィテンコは射出座席を交替のディマリオに明け渡していたので下部ハッチから脱出を試み、頭部に致命傷を負った。
無人となった機体はそのまま北へ飛行し、その後左に180度回頭して、15時39分にノーススター湾の海氷の上に約20°の比較的浅い降下角で墜落した。チューレ基地から西へ約7.5マイル (12.1 km)の地点である。4発の1.1メガトンB28FI核爆弾の起爆用高性能爆薬（HE）部分は衝撃で即座に爆発し、放射性物質が汚い爆弾並みに広範囲に飛散した。核爆発は起きなかった。墜落後225,000ポンド (102 t)のジェット燃料が5、6時間に渡り燃え続け、その熱で氷床が溶けて残骸や弾薬は海底に沈んだ。

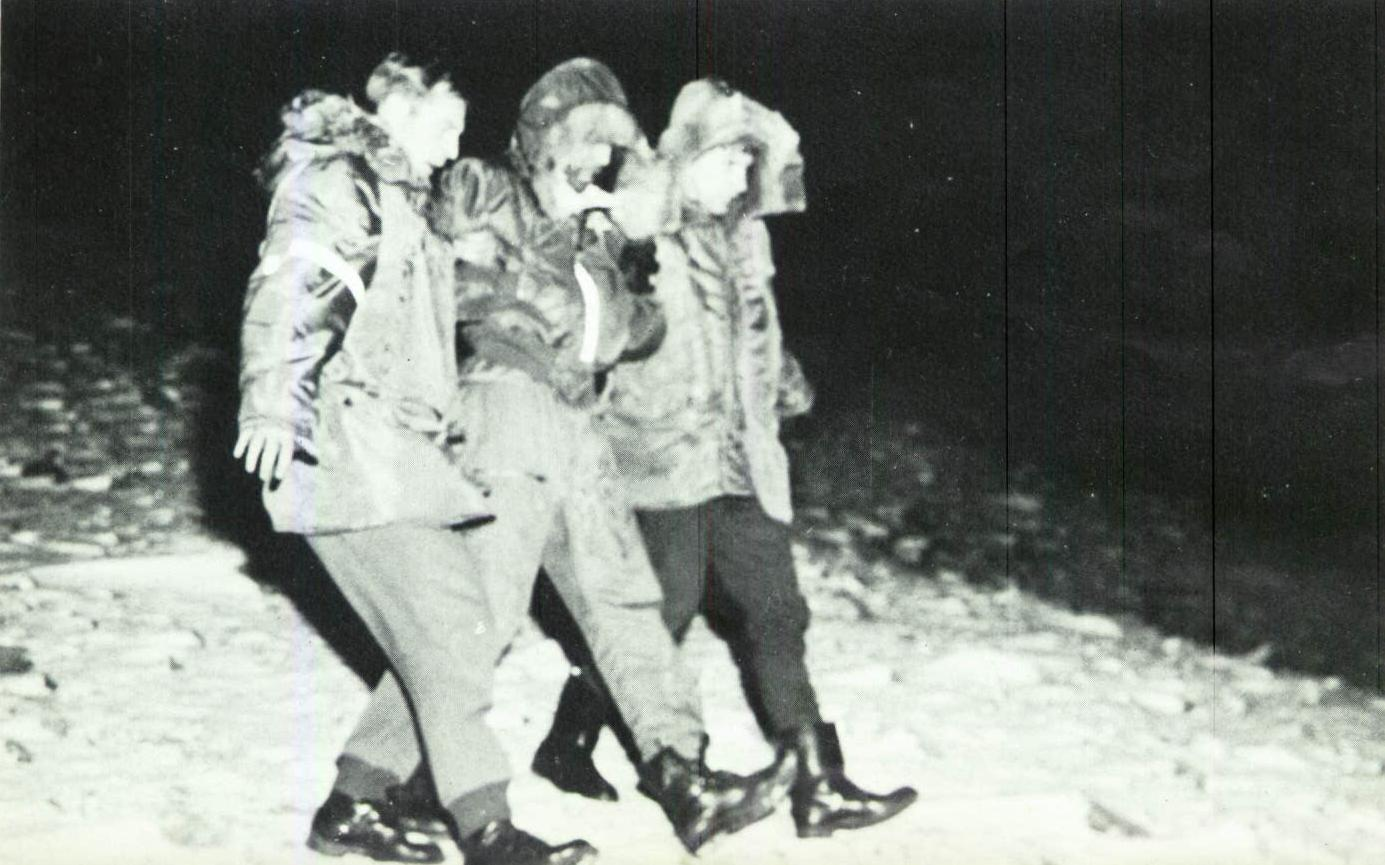
氷上に降下後救助された銃手のカルヴィン・スナップ二等軍曹（中央）

ハウグとディマリオは基地にパラシュート降下し、それぞれ10分と離れずに基地司令官と連絡を取った。彼らは基地司令官に少なくとも6名が脱出に成功したことと機体に4発の核兵器が搭載されていたことを伝えた。非番の隊員が召集されて残りの乗員の捜索と救助に当たった。生存者うち3名は基地から1.5マイル (2.4 km)以内に降下しており2時間以内に救助された。最初に脱出したクリス大尉は基地から6マイル (9.7 km)離れた地点に降下して発見まで氷盤上で21時間過ごすこととなり、-30.6℃の気温のせいで低体温症になったが、パラシュートにくるまって生き延びた。スヴィテンコの遺体は回収され、コロラドスプリングスの空軍士官学校の墓地に埋葬された。
事故直後に墜落現場を空から調べたところでは、氷上の煤けた表面にはエンジン6基、タイヤ1本とその他小さな破片の他は何も残っていなかった。この事故は「ブロークン・アロー」（米軍用語で、戦争勃発の危険のない核兵器事故）に指定された。

## プロジェクト・クレステッドアイス

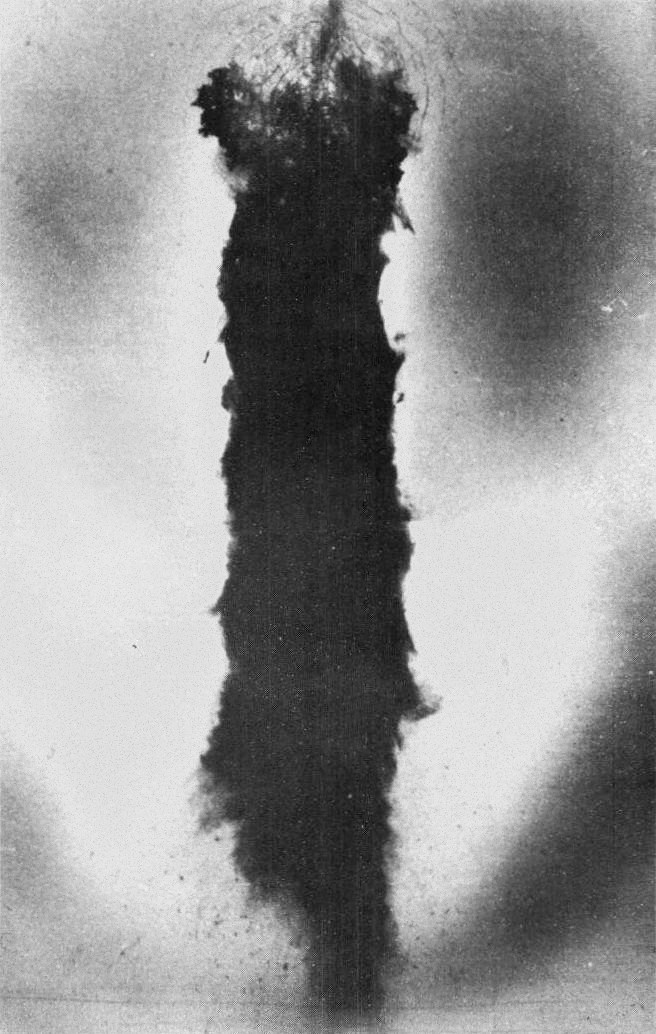
事故現場の黒ずんだ氷の空中写真。上が墜落地点

爆発と火災の結果、墜落により破壊された多くの部品が1km×3kmの範囲に飛散した。爆弾倉の一部は墜落地点から3.2km北に離れた場所で発見され、機体の破壊は墜落前から始まっていたことを示していた。墜落地点の氷は崩壊し、一時的に直径およそ50mの範囲で海面が露出した。その地域の氷盤は散乱し、ひっくり返り、そして押し出された。墜落地点の南、120m×670mにわたり機体から漏れた燃料で氷床が黒ずんだ — この区域はJP-4（ジェット燃料）と放射性物質で高度に汚染された。これら物質には、プルトニウム、ウラン、アメリシウム、およびチタンが含まれていた。この地域のプルトニウム濃度は380g/m2を記録した。
アメリカおよびデンマーク当局は直ちに、残骸の除去および環境被害阻止のための「プロジェクト・クレステッドアイス」（非公式に「ドクター・フリーズラブ」と呼ばれた）を発動した。寒く、暗い北極の冬だったが、春になり海氷が溶けて汚染物質が海中に堆積する前に除去作業を完了するよう、多大なプレッシャーがかかった。
ベースキャンプ（アメリカ空軍のリチャード・オーヴァートン・ハンジカーが担当となってから「キャンプ・ハンジカー」と名づけられた）が事故現場に建設された。キャンプには、ヘリポート、イグルー、発電機、および通信設備が設置された。墜落から4日後の1月25日、アルファ粒子汚染が観測された1.6km×4.8kmの区域を零位線と定められた。この線はそれ以降、人や車両の汚染除去管理に使われた。チューレから現場までの氷上に道路も建設された。最初の道路が酷使されたことから、続いて2本目の（より直行する）道路が作られた。キャンプには後に、プレハブの建屋、2つのそりが設置された建屋、兵舎、汚染除去トレーラー、トイレが設置された。これら施設は墜落現場での24時間体制での作業を可能にした。
現場の天候は過酷を極め、平均気温は-40℃、低いときで-60℃まで下がり、秒速平均40mの強風が伴った。バッテリー駆動の器具は極寒の中では限られた時間しか動かず、作業員はバッテリーパックをコートの中にしまえるようにし、バッテリーの寿命を伸ばそうとした。作業は、太陽光が徐々に現れ始める2月14日まで照明の下で行われた。

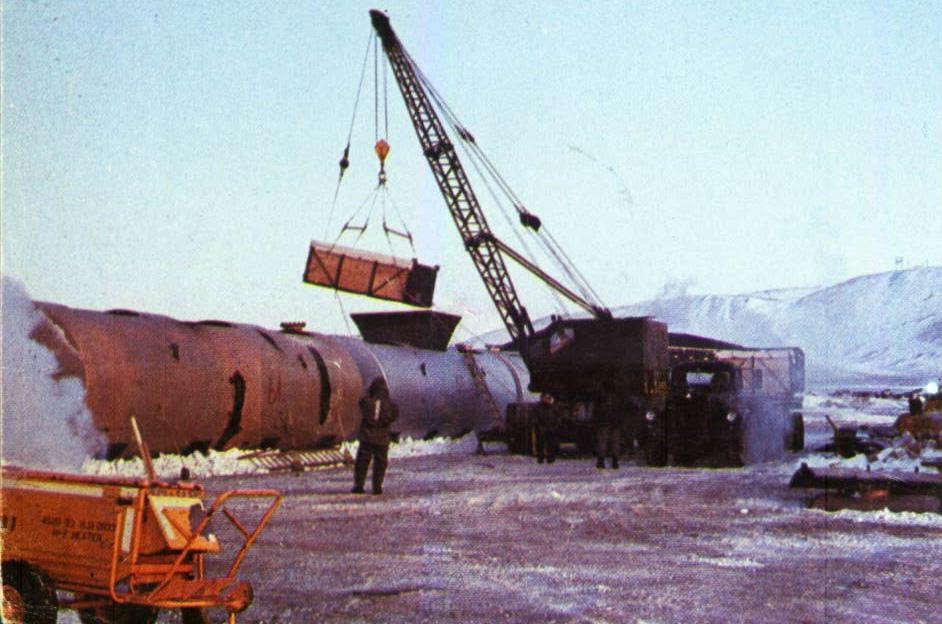
プロジェクト・クレステッドアイスにおいて、チューレで鋼鉄のタンクに積み込まれる汚染された氷

アメリカ空軍は、デンマークの原子力核科学者とともに除去オプションについて検討し、汚染された氷と残骸をアメリカに運び処分することとした。アメリカ空軍作業員は、汚染された氷雪の回収にモーターグレーダーを使用し、現場で木箱に積み込んだ。木箱はチューレ基地付近の「タンク・ファーム」と呼ばれた保管場所に運ばれた。そこで、汚染物質は運搬船に積み込まれる前に鋼鉄のタンクに移された。兵器の残骸は評価のためテキサス州のパンテックス・プラントへ送られ、タンクはサウスカロライナ州のサバンナ・リバー・サイトへ運ばれた。
作戦完了までの9か月間で、両国から700名の専門の作業員と70以上のアメリカ政府機関が現場での除去作業に、しばしば適切な防護服や汚染対策なしで従事した。合計で2,100m3にのぼる汚染液体と30個のタンクに入った汚染物質がタンク・ファームに集められた。アメリカに送る最後のタンクが船に積まれ、プロジェクト・クレステッドアイスは1968年9月13日をもって終了した。この作戦にかかったコストは、940万ドル（2009年時点で5千9百万ドルに相当）にのぼった。
アメリカ空軍は現地要員の鼻腔内組織を採取して大気汚染を調査した。9,837のサンプルが採集され、そのうちの335でアルファ粒子放射能が検出されたが、許容レベルを超えたものはなかった。尿検査も実施されたが、756のサンプルで検出できる濃度のプルトニウムは発見されなかった。

### 未回収の爆弾

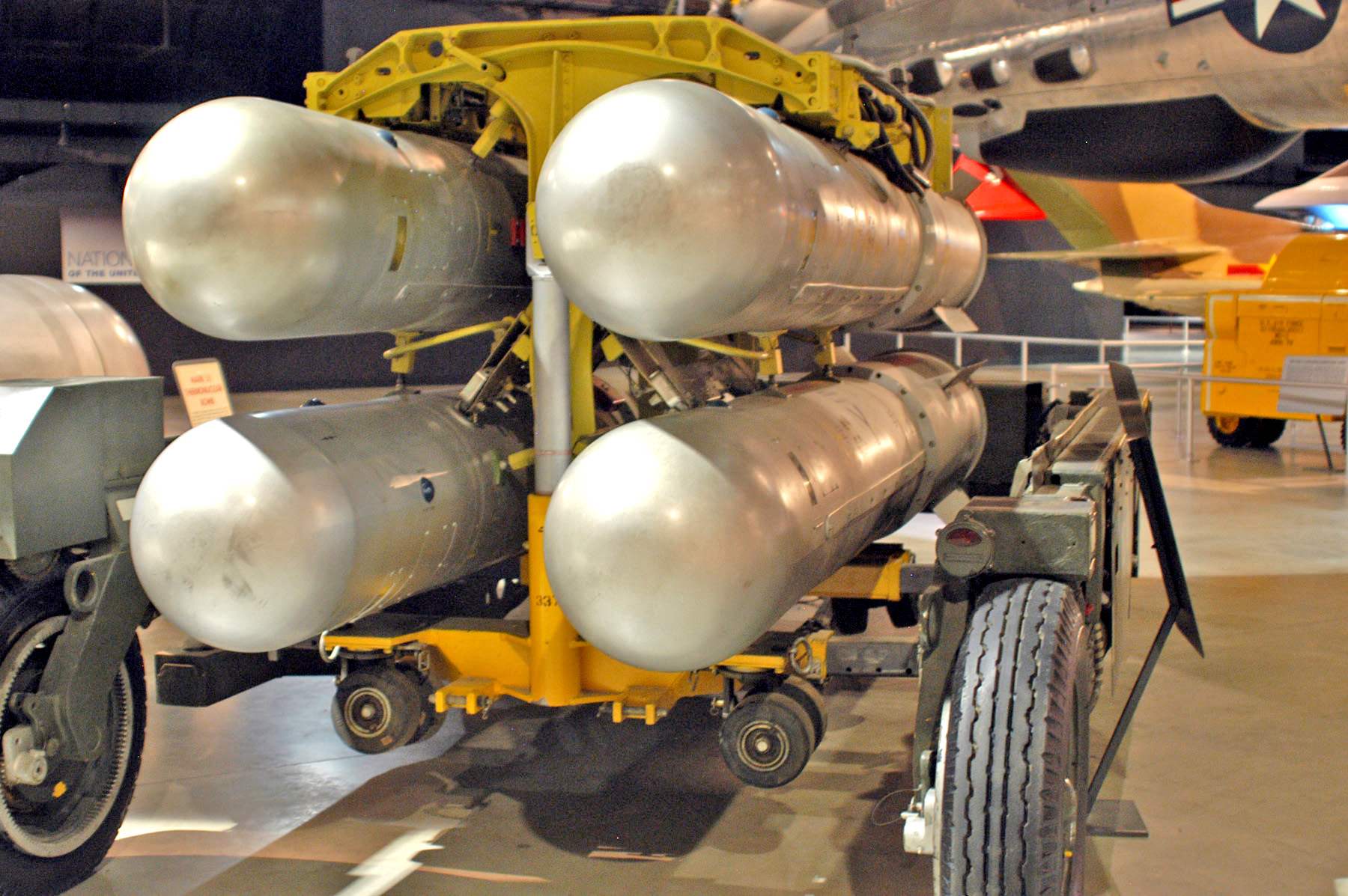
チューレでの事故にあったものと同型の4発セットのB28FI熱核爆弾

1987年、1988年、そして2000年に再び、デンマークの報道が1発の爆弾が回収されていないと報じた。SACは事故当時4発の爆弾はすべて処分されたと公式に発表していた。しかし、2008年に、BBCが情報公開法を利用し、事故のあった週の機密扱いを解かれた一部文書の開示を求め、そこでは3発の爆弾についてしか説明されていないことを確認した。ある機密扱いを解かれた文書 — 日付は1968年1月 — では、兵器のパラシュートのつり索とともに再び氷結した、氷が黒ずんだ区域について詳しく述べており、「プライマリもしくはセカンダリの爆発のようなもののために何かが溶けたと推測される」としている。1968年7月の報告では、「AECによる回収されたセカンダリ部品の解析では、3個のセカンダリの、ウラニウムの85%、重量比で94%を回収したことが確認された。第4のセカンダリの部品は確認されなかった」と述べられている。
プロジェクト・クレステッドアイス実施中の1968年4月、米軍はスターIII潜航艇シリアルナンバー“78252”を未発見の爆弾捜索のためチューレに送っていた （同様の作戦が2年前のスペイン沖において、失われた核爆弾の回収に成功していたパロマレス米軍機墜落事故を参照） が、この海面下捜索の本当の目的はデンマーク政府には隠された。1968年7月のある文書によれば、「この作戦に目標物あるいは失われた爆弾の部品の捜索を含むという事実は機密事項NOFORNとして扱う」とされ、アメリカ国外には開示されないことを意味した。また、「デンマークとの話し合いでは、この作戦は調査、墜落地点下の海底の再調査とすべきである」とされた。さらなる裏付けが1968年9月のアメリカ原子力委員会（AEC）による中間報告書で明らかになり、そこでは「さらに推測すると、その衝撃特性を考慮した場合、失われた<削除>は重い残骸が集中して観測された地域を越えた所で停止したかもしれない」と述べられていた。

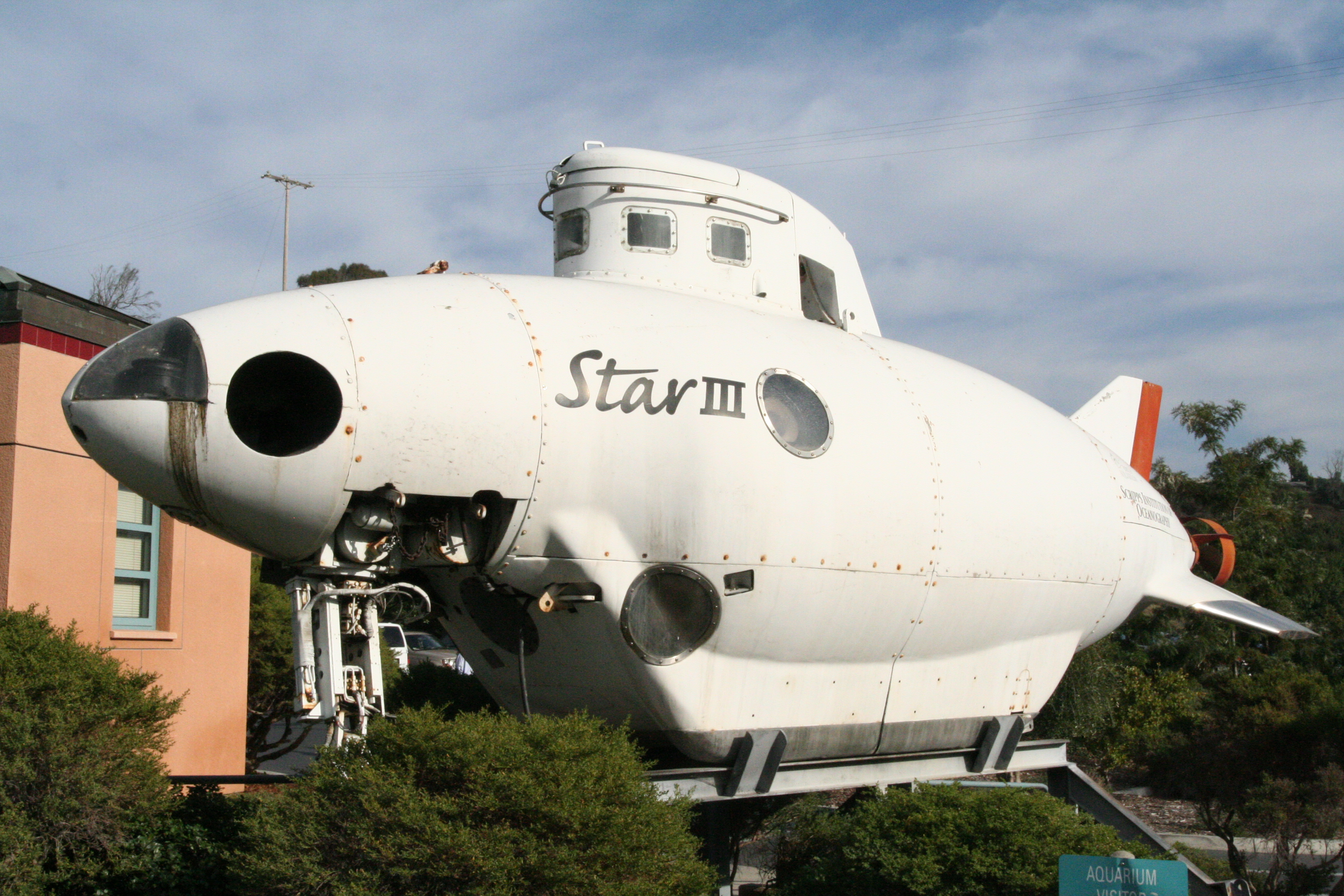
海中捜索で使用されたスターIII潜航艇

海面下の捜索は技術的問題に悩まされ、結局中止された。機密扱いが解かれた文書の図とメモで、事故破片が広がった全地域を捜索するのは不可能だったことが明らかになった。4発の爆弾容器、1個のセカンダリ、および2個のセカンダリに相当する部品が海氷から回収され、1個のセカンダリに相当する部品は確認されなかった。また、武器ケーブルフェアリング、弾頭キャップ、および誘導装置の30×90cmの区画が見つかった。
BBCは事故の事後処理に関わった当局者を追跡取材した。その一人、元ロスアラモス国立研究所の核兵器設計者であるウィリアム・H. チェンバースは、チューレを含む核事故に対処するチームの責任者だった。彼は捜索の中止を決定した背景について、「全部品の回収には諸君がいうように失敗し、これには失望した … 機密部品を我々が発見できなかった場合、その回収は他の者にとっても非常に困難になるからだった」と語った。

## 余波

### クロームドーム作戦
この事件は、この後数年にわたり論争を巻き起こした。それはチューレ空軍基地がグリーンランドの住民に対して核事故および潜在的な超大国の衝突の危険性をもたらしていることを浮き彫りにした。パロマレスでの墜落事故の2年後に起こったこの事故は、その政治的および作戦的リスクから、直ちにクロームドーム作戦を中止するきっかけとなった。スコット・サガンは、機体がチューレ基地に墜落した場合、ミサイル早期警戒システムおよび冗長警戒機が同時に失われ、NORADが誤って核攻撃が開始されたと判断を下す可能性があったとしている。1974年、チューレとアメリカ本土の通信手段が、海底通信ケーブルからより信頼性の高い衛星通信に切り換えられた。
グリーンピースによると、アメリカとソ連は、1961年のゴールズボロでのB-52墜落、1966年のパロマレスでのB-52墜落、およびこのチューレでの事故を十分懸念しており、将来の核事故が相手陣営に先制攻撃が進行中であると誤って判断されることを確実に避ける措置をとることで合意したという。その結果、1971年9月30日に2大強国は、「核戦争の危険を低減する方策に関する合意書」にサインし、核戦争の危険が高まるような、核兵器に関する、偶発的、無許可、あるいは原因不明の事件が発生した場合は直ちに相手側に通知することで合意した。また、両者はあらゆる連絡にモスクワ-ワシントン間ホットラインを利用すること、同時にこれをアップグレードすることで合意した。

### 武器安全性
パロマレスおよびチューレの事故 — アメリカの核爆弾の起爆用通常火薬が偶発的に爆発し、核物質を飛散させたただ2つのケース — の後、調査委員会は核兵器で使われる高性能火薬が航空機事故に伴う衝撃に耐えるには科学的安定性が十分でないという結論を下した。また兵器の安全装置の電気回路が、火災の際には信頼性がなくなりショートしてしまうとした。これらの調査から、核兵器のためのより安全な通常火薬および防火ケースの研究がアメリカの科学者によって始められた。
ローレンス・リバモア国立研究所はスーザン・テストを開発した。これは爆発物を金属面の間で圧縮したり挟んだりして航空機事故をシミュレートするよう設計された特殊な投射体を使用する標準テストであり、被検体を管理された条件下で硬い表面めがけて射出して、衝撃に対して各種の爆発物が示す反応や閾値を計測する。1979年までに、ロスアラモス国立研究所は低感度高性能爆薬（IHE）と呼ばれるより安全な新型爆薬を開発し、米国の核兵器向けに提供した。アメリカの物理科学者で核兵器設計者のレイ・キダーは、パロマレスおよびチューレ当時、IHEが利用されていれば多分爆発しなかっただろうと推定している。

### チューレゲート
デンマークの非核化方針は、連立政権が1957年にパリでのNATO首脳会議に至るまでの間に核兵器を国内に保有しないことを決定したことに始まった。このため、1968年にグリーンランド上空に爆撃機が存在していたという事実は、その方針に反していたという国民の疑念と非難の引き金となった。「ハードヘッド」任務の本当の内容は事故当時発表されず、デンマークおよびアメリカ政府は、爆撃機は定常任務でグリーンランド上空にいたのではなく、一回限りの緊急発進だったと主張した。これは1990年代に機密扱いを解かれたアメリカの文書の内容と矛盾しており、1995年に「チューレゲート」と呼ばれるデンマークの政治スキャンダルになった。
デンマーク議会は、デンマーク国際問題研究所（DUPI）に対し、グリーンランド上空を飛行したアメリカの核の履歴と、これに関するチューレ空軍基地の役割についての調査を委嘱した。1997年1月17日に2巻からなる調査結果が公表され、核武装した航空機がグリーンランド上空を頻繁に通過していたが、アメリカは誠意を持って行っていたことが確認された。この報告書は、デンマークの当時の首相H.C.ハンセンがデンマークとアメリカの安全保障協定に曖昧さを持ち込んだことを批判した。ハンセンは、1957年にアメリカ大使とチューレ基地について会談した際に、デンマーク政府の核政策について問い合わせることも話すこともしなかった。ハンセンは、不名誉な公開文書が「特別な種類の軍需品」に関する問題が取り上げられず、それを加えようともしなかったと指摘した会議を引き続き行った。そうすることで、報告書が断定したところでは、彼は暗黙のうちにアメリカがチューレに核兵器を保管することを認めた。
DUPIの報告書はまた、アメリカが1965年までグリーンランドに核兵器を貯蔵しており、外務大臣ニルス・ヘルヴェ・ペダーセンの、兵器はグリーンランドの空中にはあったが地上には決してなかったという発言と矛盾していたことも確認した。さらに、これまで極秘だった、アメリカ陸軍がグリーンランド氷床下に最大600発の核ミサイルを貯蔵する計画、プロジェクト・アイスワームの詳細も明らかにした。

### 作業員の賠償請求

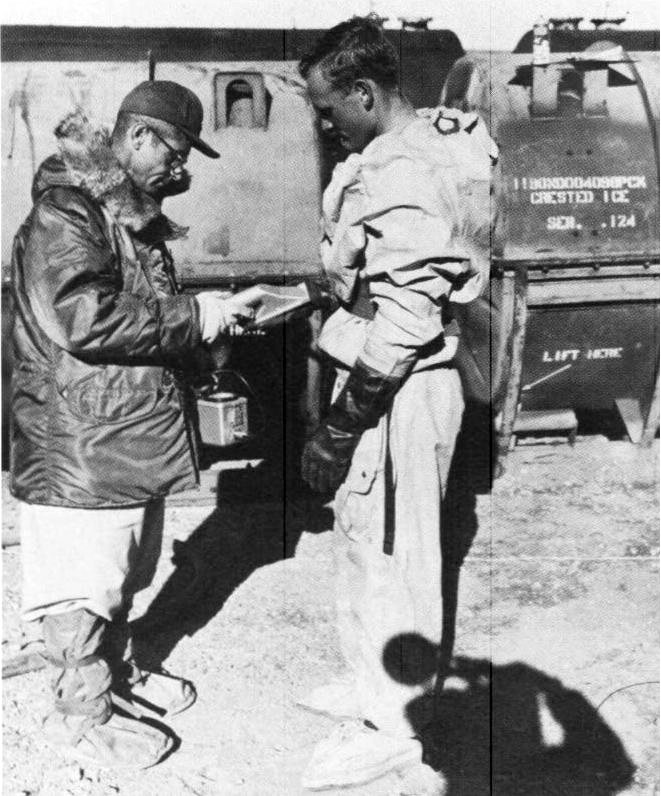
放射能汚染のモニターチェックを行うポンプ作業員。プロジェクト・クレステッドアイスにて

除去作業に関わったデンマークの作業員は被曝により長期にわたる健康障害が発生していると主張した。彼らはキャンプ・ハンジカーで作業していたのではなかったが、汚染された氷が集積されたタンク・ファームや汚染された残骸が船積みされた港で作業し、除去作業で使われた車両の修理を行っていた。また、現地の大気から被曝した可能性もあった。多くの作業員は、プロジェクト・クレステッドアイスの健康問題が報告された後の数年間検査を受けた。1995年の調査では、1,500名のサンプルのうち410名が癌で死亡していた。
1986年、デンマーク首相ポウル・スリュタは、生存している作業員の放射線検査を委託した。デンマーク臨床疫学研究所は11か月後、プロジェクト・クレステッドアイスの作業員の癌発症率は、プロジェクト以前および以後に基地を訪れた作業員に比べ40%高いと言う結論を出した。また、作業員の癌罹患率が、一般の人に比べ50%高いことも明らかにしたが、被曝が原因とはしなかった。
1987年、ほぼ200名の除去作業員がアメリカを相手取り訴訟を起こした。この訴訟は成功しなかったが、結果的に数百の機密文書が公開されることとなった。それら文書によって、デンマークの作業員よりも多く被曝していると思われるアメリカ空軍の除去作業に関与した人々が、その後の健康問題について調査されていないことが明らかにされた。アメリカはそれ以降それら作業員に対し定期検診を実施した。1997年、デンマーク政府は1,700名の作業員に対し、一人当たり50,000デンマーク・クローネ（2009年時点で60,000クローネ相当）の賠償金を支払った。
2000年にデンマーク政府に対して調査を開始するよう欧州司法裁判所命令が下され、さらに2007年5月に欧州議会が同様の命令を決議をしたにもかかわらず、デンマーク作業員の健康は定期的に検査されることはなかった。2008年にチューレ元作業員協会は欧州司法裁判所に提訴した。原告は、デンマーク政府が先の判決への対応を怠ったことが、彼らの病気の発見の遅れにつながり、予後の悪化を招いたと主張した。デンマークは1973年に欧州原子力共同体に加盟しており、従って1968年の事案についてヨーロッパの条約に束縛されず、「事故が発生したときデンマークは加盟国ではなく、従ってその時点での共同体法に束縛されると考えることはできない。デンマークの作業員と事故の影響を受けたと思われる人民に対する義務は、国内法からのみ生じる」とされた。
デンマーク政府は、事故と長期にわたる健康問題との関係を否定した。デンマーク国立放射線防護研究所のカール・ウルバク博士は、「私たちは癌の事故や癌の死亡率に関する非常に優れた記録を所有しており、そして徹底的に調査を行った」と語った。作業員たちは、証拠の欠如が、適切な医学モニタリングの不足に起因していると語った。2008年11月、この訴訟は不成功に終わった。

### 科学的研究
放射能汚染は、主に現地のイヌイットが食料源として依存する海洋環境で発生した。放射性残骸は少なくとも2つの「ソースターム」からなっており、兵器の核反応物質は、ほとんどがウラン235（プルトニウム239のおよそ4倍の量）だった。現地の科学的監視が、1968、1970、1974、1979、1984、1991、1997、および2003年と定期的に行われた。
1997年、デンマークとフィンランドの科学者を中心とした国際派遣団が、ノーススター湾での包括的な堆積物サンプリングプログラムを実施し、主に以下のような結論が出された:
- プルトニウムは堆積物から沿海の海面に浸出していない。
- 残骸は生物活動の結果、堆積物の非常に奥深くに埋没した。
- プルトニウムの深海生物相への転移は少ない。

別の調査では、ウラニウムが、プルトニウムやアメリシウムより速く汚染された残骸から浸出していることを示していた。2003年に実施された調査では、「チューレの海洋環境におけるプルトニウムの人への危険性はほとんどない。大部分のプルトニウムは、人から遠く離れた、バイロット湾（ノーススター湾）の海底に比較的安定した状況下で残留しており、海水や動物の体内のプルトニウム濃度は低い。しかし、Narssârssukの表層土のプルトニウム汚染は、その放射性粒子が空中に再懸濁した場合に、現地を訪れた人がそれを吸入することで少々のリスクになりうる」としている。2003年、2007年、および2008年に、最初の地表のサンプルがRisø国立研究所によって採取された — 調査結果は2009年に発表されることになっている。

### 証拠と未確認の爆弾の再調査
デンマーク外務省は、BBCが2001年に情報公開法に基づき取得した348件の文書を再調査した。2009年1月、外務大臣ペア・スティ・ムラーは、348件の文書にチューレに残存する核兵器についての新しい情報があるかどうか確認するため、デンマーク国際研究所（DIIS）による、348件の文書と1994年にエネルギー省から公開された317件の文書との比較研究を委嘱した。